# 新渡镇
新渡镇，是中华人民共和国安徽省安庆市桐城市下辖的一个乡镇级行政单位。

## 行政区划
新渡镇下辖以下地区：
凤凰村、新安渡村、童庄村、罗潭村、胜圩村、金圩村、杨树店村、合城村、柏年村、徐河村、双墩村、云水村、九重村、姚板村、土桥村、新城村、永久村、老梅村、龙塘村和香山村。